# Kanuslalom-Weltmeisterschaften 1983
Die Kanuslalom-Weltmeisterschaften 1983 fanden 1983 in Meran in Italien statt.

## Ergebnisse

### Einer-Kajak
Männer:
| Platz | Land | Sportler       |
| ----- | ---- | -------------- |
| 1     | GBR  | Richard Fox    |
| 2     | GER  | Anton Prijon   |
| 3     | GER  | Peter Micheler |

Frauen:
| Platz | Land | Sportler                       |
| ----- | ---- | ------------------------------ |
| 1     | GBR  | Elizabeth Sharman              |
| 2     | GBR  | Jane Roderick                  |
| 3     | FRA  | Marie-Françoise Grange-Prigent |

### Einer-Kajak-Mannschaft
Männer:
| Platz | Land | Sportler                                   |
| ----- | ---- | ------------------------------------------ |
| 1     | GBR  | Richard Fox Paul McConkey Jim Dolan        |
| 2     | GER  | Peter Micheler Toni Prijon Dirk Bovensmann |
| 3     | TCH  | Luboš Hilgert Ivan Hilgert Jiri Mechura    |

Frauen:
| Platz | Land | Sportler                                                          |
| ----- | ---- | ----------------------------------------------------------------- |
| 1     | FRA  | Marie-Françoise Grange-Prigent Sylvie Arnaud Myriam Fox-Jerusalmi |
| 2     | GBR  | Elizabeth Sharman Jane Roderick Susan Garlock                     |
| 3     | TCH  | Marcela Kostalova Marcela Kubricanova Eva Stavarova               |

### Einer-Canadier
Männer:
| Platz | Land | Sportler     |
| ----- | ---- | ------------ |
| 1     | GBR  | John Lugbill |
| 2     | USA  | David Hearn  |
| 3     | YUG  | Joze Vidmar  |

### Einer-Canadier-Mannschaft
Männer:
| Platz | Land | Sportler                                  |
| ----- | ---- | ----------------------------------------- |
| 1     | USA  | David Hearn Jon Lugbill Kent Ford         |
| 2     | TCH  | Juraj Ontko Josef Hajdučík Karel Ťoupalík |
| 3     | GBR  | Martyn Hedges Peter Keane Jeremy Tailor   |

### Zweier-Canadier
Männer:
| Platz | Land | Sportler                     |
| ----- | ---- | ---------------------------- |
| 1     | USA  | Lecky Haller/ Fritz Haller   |
| 2     | FRA  | Pierre Calori/Jacques Calori |
| 3     | USA  | Steve Garvis/Mike Garvis     |

### Zweier-Canadier-Mannschaft
Männer:
| Platz | Land | Sportler                                                                                |
| ----- | ---- | --------------------------------------------------------------------------------------- |
| 1     | TCH  | Miroslav Hajducik/Milan Kučera Dusan Zatzo/Ludovit Tkac Frantisek Slavik/Jiri Decastelo |
| 2     | USA  | J. Harris/Ch. Harris Mike Garvis/Steve Garvis Lecky Haller/Fritz Haller                 |
| 3     | GBR  | Jamieson/Williams M. Smith/A. Smith Joce/Owen                                           |

## Medaillenspiegel
| Platz  | Land                   | Gold | Silber | Bronze | Gesamt |
| ------ | ---------------------- | ---- | ------ | ------ | ------ |
| 1      | Vereinigtes Königreich | 4    | 2      | 2      | 8      |
| 2      | Vereinigte Staaten     | 2    | 2      | 1      | 5      |
| 3      | Tschechoslowakei       | 1    | 1      | 2      | 4      |
| 4      | Frankreich             | 1    | 1      | 1      | 3      |
| 5      | Deutschland            | -    | 2      | 1      | 3      |
| 6      | Jugoslawien            | -    | -      | 1      | 1      |
| Gesamt | Gesamt                 | 8    | 8      | 8      | 24     |